# Carl Gustav Sanio
Carl Gustav Sanio (1832, Lyck, Prússia - 1891 , Lyck ) foi um médico, botânico e professor alemão .
Obteve seu doutorado em medicina e em botânica na Universidade de Königsberg, logrando sua habilitação em 1858. Com ele se começou a conhecer a estrutura e formação das madeiras do pinheiro, trabalhando com a espécie Pinus sylvestris Também manteve um interesse especial sobre o desenvolvimento dos esporos de Equisetum, e a análise dos musgos.
Desenvolveu sua carreira acadêmica em Königsberg.

## Homenagens
- O gênero de briófitas Sanionia Loeske 1897 foi nomeado em sua honra.[2]
- O híbrido Carex × sanionis K.Richt. 1890 da família Cyperaceae

- A estrutura anatômica: "barras de Sanio" nas coníferas.